# Rudolf Brosch
Rudolf Brosch (fl. XIX-XX secolo) è stato uno schermidore austriaco.
Brosch partecipò alla gara di fioretto individuale alla Olimpiade 1900 di Parigi dove ottenne l'ottavo posto.